# North Tyneside
North Tyneside ist ein Metropolitan Borough im Metropolitan County Tyne and Wear in England.

## Zugehörige Orte
Verwaltungssitz ist die Stadt Wallsend. Weitere bedeutende Orte im Borough sind Cullercoats, Forest Hall, Killingworth, Longbenton, North Shields, Tynemouth und Whitley Bay.

## Geschichte
Die Reorganisation der Grenzen und der Kompetenzen der lokalen Behörden führte 1974 zur Bildung des Metropolitan Borough. Zusammengelegt wurden dabei der County Borough Tynemouth, der Borough Wallsend, ein Teil des Borough Whitley Bay, der Urban District Longbenton und ein Teil des Urban District Seaton Valley. Diese Gebietskörperschaften gehörten zuvor zur Grafschaft Northumberland.
1986 wurde North Tyneside faktisch eine Unitary Authority, als die Zentralregierung die übergeordnete Verwaltung der Grafschaft auflöste. North Tyneside blieb für zeremonielle Zwecke Teil von Tyne and Wear, wie auch für einzelne übergeordnete Aufgaben wie Feuerwehr und öffentlicher Verkehr.
Im Mai 1997 eröffnet Elisabeth II. feierlich ein Halbleiterwerk der Siemens AG im Cobalt Business Park von North Tyneside. Es war zu dieser Zeit mit 1,1 Mrd. Pfund eine der größten ausländischen Investitionen in der Geschichte Großbritanniens. Nach massiven Verlusten der Halbleitersparte des Unternehmens, die später als Infineon ausgegliedert wurde, beschloss Siemens das Werk im September 1998 nach nur 15 Monaten Betrieb zu schließen. Von der Schließung des Standortes waren 1100 Mitarbeiter betroffen.
Im September 2000 übernahm das Unternehmen Atmel den Standort. Atmel gab im Dezember 2006 bekannt, den Standort aufgeben zu wollen. Im Herbst 2007 wurde der Standort dann an Highbridge Business Park verkauft. Das Equipment, des auf 200-mm-Wafer ausgelegten Halbleiterwerks, wurde an TSMC veräußert. Atmel erlöste mit beiden Verkäufen 124 Mio. US-Dollar. Im Januar 2009 wurden die Gebäude abgerissen.
Im März 2015 zog Siemens Wind Service mit etwa 200 Mitarbeitern in den Cobalt Business Park ein.

## Politik

### North Tyneside Council
- Labour: 51
- Cons.: 8
- Unabh.: 1

## Städtepartnerschaften
Städtepartnerschaften bestehen mit:
- Mönchengladbach
- Oer-Erkenschwick (Übernahme der Partnerschaft von Longbenton, als Longbenton eingemeindet wurde)
- Halluin (Frankreich) seit 7. Juli 1994[9]
- Klaipėda (Litauen) seit 1995[10][11]